# Либеральная Россия
Либеральная Россия — либеральная российская политическая партия первой половины 2000-х годов.

## История

### Создание движения
23 апреля 2000 года состоялся учредительный съезд общественно-политического движения «Либеральная Россия». На съезде было избрано 5 сопредседателей движения: Б. А. Золотухин, С. Н. Юшенков, В. В. Похмелкин, С. О. Шохин, Г. Н. Сартан. На съезде были также избраны члены политсовета, в том числе Э. А. Воробьёв.
В 2001 года партия «Демократический выбор России» объявила о самороспуске в связи с созданием новой право-либеральной партии «Союз правых сил». Некоторая часть членов ДВР не перешла в новую партию в связи с поддержкой «Союзом правых сил» кандидатуры В. В. Путина на должность Президента Российской Федерации и неоднозначной позицией руководства СПС по вопросу о Второй чеченской войне. В мае 2001 года депутаты Государственной думы от «Демократического выбора России» С. Н. Юшенков и В. И. Головлёв отказались входить в партию «Союз правых сил», объявив о желании создать оппозиционную партию на базе «Либеральной России». В. И. Головлёв вошёл в руководство «Либеральной России».
В декабре 2001 года из СПС вышли В. В. Похмелкин и Ю. А. Рыбаков.
22 декабря 2001 года в Москве прошёл съезд движения «Либеральная Россия». На съезде Б. А. Березовский был избран сопредседателем движения.
Ю. А. Рыбаков не вошел в новую партию, так как не согласился с идеей Б.Березовского о возможном альянсе либералов с национал-патриотами, которою тот высказал еще до съезда, на встрече с инициативной группой в Лондоне.

### Раскол
4 октября 2002 года Юшенков заявил, что «Либеральная Россия» отказывается от денег Бориса Березовского и рассмотрит вопрос о возможности его дальнейшего пребывания на посту сопредседателя партии.
9 октября 2002 года Б. А. Березовский был исключён из «Либеральной России». Поводом послужило интервью Березовского главному редактору газеты «Завтра» А. А. Проханову, в котором Березовский призывал к объединению с национал-патриотической оппозицией. Это интервью было расценено как предательство либеральных идей. Сам Березовский обнародовал заявление, где назвал интервью «Завтра» только предлогом к разрыву отношений, который давно планировался политсоветом партии. Березовский охарактеризовал решение исключить его из партии «с юридической стороны противоправным». Березовский пояснил: «Они не имели права меня исключать из партии, равно, как и снимать с должности сопредседателя. Меня избирал сопредседателем съезд, а не политсовет».
7 декабря 2002 года в Санкт-Петербурге прошёл съезд сторонников Б. А. Березовского, на котором, по утверждению сторонников Березовского, участвовали 45 региональных отделений «Либеральной России». Съезд принял решение о восстановлении в партии Березовского и лишении постов всех остальных сопредседателей этой партии — Юшенкова, Похмелкина и Золотухина. Новым председателем партии был избран партнёр Березовского М. Н. Коданёв. Снятые со своих постов бывшие руководители партии объявили этот съезд незаконным. Юшенков заявил: «Никаких перспектив у съезда сторонников Березовского нет. Они столкнулись с Уголовным кодексом: подлог, фальсификация и подкуп». Ранее, 5 декабря 2002, Минюст России назвал намерение части членов «Либеральной России» провести съезд партии в Санкт-Петербурге незаконным.
16 декабря 2002 года политсовет «Либеральной России» принял решение об исключении из движения 18 руководителей региональных отделений, участвовавших в съезде 7 декабря 2002 года.
В результате конфликта с Березовским в движении произошёл раскол на два крыла. Одно из них возглавляли сторонники Березовского, другое — сторонники Юшенкова, Похмелкина и Золотухина. В 2002—2004 годах каждое из них собирало свои съезды и собрания, избирало своих руководителей.
Существование партии омрачилось заказными убийствами её руководителей. 21 августа 2002 года был убит один из руководителей «Либеральной России» В. И. Головлёв. 17 апреля 2003 года — лидер партии С. Н. Юшенков. 18 марта 2004 года суд признал организатором убийства С. Н. Юшенкова лидера сторонников Березовского М. Н. Коданева.

### Выборы в Госдуму
7 сентября 2003 года состоялся съезд «Либеральной России», проголосовавший за участие в думских выборах декабря 2003 года в составе избирательного блока «Новый курс — автомобильная Россия». Лидером блока стал В. В. Похмелкин. Особый упор в предвыборной программе блока был сделан на защиту прав автовладельцев. В программе было заявление о том, что блок выступает против «грабительской» обязательной «автогражданки», которая, по мнению блока, стала очередным побором. Блок выступал также против «несправедливого» транспортного налога, а также против повышения таможенных пошлин на автомобили. По итогам выборов блок получил 0,9 % голосов, заняв 12-е место, и не преодолел 5-процентный барьер.
После думских выборов Б. А. Золотухин ушёл в отставку с поста сопредседателя «Либеральной России». В начале 2004 года в отставку с партийных постов ушёл и В. В. Похмелкин.

## Финансирование
Движение финансировалось первоначально участниками движения. Во время преобразования движения в политическую партию к участию в финансировании был приглашен Б.Березовский. В октябре 2002 года Березовский заявил, что он потратил на финансирование движения около 5 млн долларов. По утверждению Юшенкова, Березовский за всё время существования передал движению около одного миллиона долларов.